# КК Тварде Пјерники Торуњ
КК Тварде Пјерники Торуњ (пољ. Twarde Pierniki Toruń) је пољски кошаркашки клуб из Торуња. Из спонзорских разлога пун назив клуба гласи Полски цукјер Торуњ (Polski Cukier Toruń). У сезони 2017/18. такмичи се у Првој лиги Пољске.

## Историја
Клуб је основан 2005. године. У сезони 2014/15. први пут је заиграо у Првој лиги Пољске. У сезонама 2016/17. и 2018/19. био је вицепрвак државе. Године 2018. освојио је национални куп.

## Успеси

### Национални
- Првенство Пољске:
  - Вицепрвак (1): 2017, 2019.
- Куп Пољске:
  - Победник (1): 2018.